# 하쿠호도
주식회사 하쿠호도(일본어: 株式会社博報堂, 영어: Hakuhodo Inc.)는 일본의 도쿄도 미나토구 아카사카의 아카사카 비즈 타워에 위치하는 광고 회사이다.
하쿠호도는 덴쓰와 달리 지주회사로 있는 하쿠호도 DY 홀딩스가 하쿠호도, 다이코, 요미코, 하쿠호도 DY 미디어 파트너즈라는 4개의 회사들을 관리하는 구조로 이루어져 있다. 각 회사들 밑에 수많은 지사, 자회사들이 있으며, 대표적으로는 세계적인 광고대행사 커뮤니케이션인 TBWA와 함께 만든 TBWA/HAKUHODO나 대한민국의 광고 회사인 제일기획과 공동으로 세운 하쿠호도제일이 있다.